# Хроника одного лета
«Хроника одного лета» (фр. Chronique d’un été) — французский документальный фильм-эксперимент режиссёра Жана Руша и социолога Эдгара Морена, снятый в 1961 году.
Для мирового кинематографа этот фильм известен тем, что положил основу такому направлению, как cinéma vérité — «правдивое кино», характеризующемуся своими выразительными и повествовательными новшествами. Дословно cinéma vérité переводится с французского как «киноправда». Похожие черты также можно проследить в кинематографе «свободного кино» Британии в 1950-х годах.
В 2014 году кинокритики присудили «Хронике одного лета» шестое место в категории Лучший документальный фильм всех времён.

## Сюжет
Фильм начинается с обсуждения между Рушем и Мореном о том, можно ли действовать искренне перед камерой или нет. Затем вводится состав актёров из реальной жизни, и создатели фильма ведут их к обсуждению тем, связанных с французским обществом и счастьем в рабочем классе. Герои и авторы фильма задаются вопросом: «Вы счастливы?». Фильм представляет собой обсуждение вопросов устройства современного общества и места каждого человека в нём. Он также включает в себя много длинных, заранее подготовленных интервью с тщательно подобранными темами, групповые беседы по современным вопросам, и, самое главное, длинные, иногда свободные от диалога сегменты наблюдения за обычными людьми, живущими своей повседневной жизнью и идущими на работу. Они обсуждают свою собственную жизнь как студенты, фабричные рабочие, молодые супруги, иммигранты, и спорят о расе, классе и текущих войнах в Алжире и Конго. Они отправляются в отпуск на Лазурный берег. Один из участников говорит о своем опыте выживания в лагере смерти. Все делается свободно, ничего не репетируется. В конце фильма создатели фильма показывают своим актёрам собранные кадры и провоцируют их на обсуждение уровня реальности, которого, по их мнению, достиг фильм.

## Художественные особенности
Синема верите представляет собой метод съёмки документального фильма, при котором внешнее вмешательство сводится к минимуму. Ситуации в фильме искусственно провоцированы, и фильм предполагает наблюдение за этими ситуациями. Чтобы создать подобные ситуации, режиссёры прибегают к интервью в процессе съемок. В время интервью происходит социально-психологический анализ героя — человека, который рассказывает собственную историю жизни и делится своими взглядами на мироустройство. Персонаж в фильме является главным героем, который провоцирует повествование и нарратив фильма. Социокультурный аспект фильма также очень важен для синема верите — в нём всегда затрагиваются проблемы диалога культур, как, например, в более раннем фильме Жана Руша — «Я — негр» (1958).
Очень важно для синема верите, чтобы человек чувствовал себя естественно во время записи. Для этой цели использовались компактные и бесшумные инструменты записи видео и звука, распространённые в 1960-х годах. Благодаря их использованию человек, у которого режиссёр берет интервью, чувствует себя расслабленным и не обеспокоен внешними факторами. Ситуация съёмки — это триггер, который провоцирует естественность. Искусственно созданные ситуации, такие как интервью, беседа за столом и прогулка по улице создают опыт интимности, ощущение близости, благодаря которым персонаж раскрывает свой характер. Когда камера фокусируется на нём, человек начинает вести себя более естественно, чем если бы он просто давал интервью без записи происходящего.
Такие приёмы в кино, как съёмка с рук, свободный и обрывистый монтаж, а также методы импровизации, наблюдения и невмешательства в жизнь героя, отсутствие текста и четкого сценария, можно считать характерными чертами стиля синема верите, использованными и в «Хронике одного лета». Естественность и реальность также очень важны. Обычные люди выполняют роли актёров, а их квартиры — декораций. Именно непрофессионализм актёров способствует формированию образа правдивости. Режиссёры обращаются к проблематике того, что фактор правды условен. Опыт достоверности невозможен и не может быть запечатлён, а правда не может быть одна.

## Награды и номинации
- 1961 — приз кинокритиков Каннского фестиваля[2].